# Edward Focherini
Edward Focherini właśc. Odoardo Focherini (ur. 6 czerwca 1907 w Carpi, zm. 27 grudnia 1944 w Hersbruck) – włoski błogosławiony Kościoła katolickiego.

## Życiorys
W 1930 roku ożenił się z Marią Marchesi; z tego związku miał siedmioro dzieci. Podczas II wojny światowej uratował życie 100 Żydom. Został aresztowany w dniu 11 marca 1944 roku, a następnie po kilku miesiącach przewieziony do obozu koncentracyjnego we Flossenbürgu, gdzie zmarł 27 grudnia 1944 roku. W 1969 roku przyznano mu pośmiertnie tytuł Sprawiedliwy wśród Narodów Świata. 
W 1996 roku rozpoczął się jego proces beatyfikacyjny. 10 maja 2012 papież Benedykt XVI podpisał dekret uznający jego męczeństwo, co otwiera drogę do jego beatyfikacji. 15 czerwca 2013 został beatyfikowany przez kard. Angelo Amato, który dokonał tego aktu wyniesienia w imieniu papieża Franciszka.